# Caerostris vicina
Caerostris vicina là một loài nhện trong họ Araneidae.
Loài này thuộc chi Caerostris. Caerostris vicina được John Blackwall miêu tả năm 1866.